# Niagara (band)
Niagara was een multinationaal fusion-project rond Klaus Weiss dat tussen 1971 en 1973 bestond en als percussieband begon.

## Bezetting
- Joe Harris
- Cotch Blackmon[2] - (Between, Sinto)
- George Greene (Verenigde Staten) - (Veit Marvos, Haboob)
- Keith Forsey (Verenigd Koninkrijk) - (Klaus Doldingers Motherhood, Amon Düül II)
- Juan Romero[3] (Venezuela)
- Udo Lindenberg (Duitsland) - (Motherhood, Passport, Free Orbit, Emergency)
- Daniel Fichelscher - (Gila, Amon Düül II, Popol Vuh)

## Geschiedenis
Drummer, componist en arrangeur Klaus Weiss had in 1971 het idee om een band samen te stellen, die compleet afstand deed van melodieuze instrumenten en daarvoor alle denkbare slag- en percussie-instrumenten gebruikte. Aangezien er in München genoeg drummers te vinden waren, verenigde hij de bovengenoemde zeven percussionisten in de Union Studio in München. Afrikaanse ritmen en een lichte voodoo-achtige stemming kenmerkten het eerste werk, dat verscheen bij Liberty Records/United Artists Records.
Na goede plaatverkopen kon Weiss in februari 1972 weer in de studio gaan, deze keer echter met een gewijzigd concept. Nu gebruikte hij melodieuze instrumenten met Ack van Rooyen (trompet), Ferdinand Povel (tenorsaxofoon, fluit), Christian Schulze (keyboards), Paul Vincent (gitaar), Gary Unwin (basgitaar) en uitgedunde percussie (buiten hemzelf waren alleen nog Lindenberg (2e drums) en de percussionisten Daniel Fichelscher en Joe Harris erbij). Naast hem waren ook Schulze en Unwin met composities voor het repertoire betrokken. Psychedelische rock, funk, swing en bop schalden thans gelijktijdig uit de geluidsboxen.
Voor het derde album, dat verscheen in 1973, werd weer met een gewijzigd concept gewerkt. De drummers en percussionisten Weiss, George Brown, Sabu Rex en Norman Tolbert kregen slechts te maken met de bassist Dave King, om zoals bij de eerste plaat weer uitsluitend nummers van Weiss te vertolken. Dit studio-ensemble trad niet live op.

## Discografie

### Albums
- 1971: Niagara
- 1972: S.U.B.
- 1972: Afire